# تيم كيلي
تيم كيلي (بالإنجليزية: Tim Kelly)‏ هو سياسي أمريكي، ولد في 21 ديسمبر 1956 في إنديانا في الولايات المتحدة. حزبياً، نشط في Michigan Republican Party ‏. وقد انتخب عضو مجلس نواب ميشيغان ‏.